# Alyson Gorske
Alyson Gorske, född i Virginia, är en amerikansk skådespelare.
Gorske har bland annat medverkat i TV-serierna Shrinking och Obliterated från 2023. Hon har även medverkat i filmen Devil's Triangle från 2021.

## Filmografi (i urval)
- 2021 – Devil's Triangle
- 2023 – Shrinking (TV-serie)
- 2023 – Obliterated (TV-serie)